# Psocorrhyncha burmitica

Psocorrhyncha burmitica (лат.) — ископаемый вид крылатых насекомых из семейства Archipsyllidae (Permopsocida). Меловой период (бирманский янтарь, возраст находки около 100 млн лет) Мьянма.

## Описание
Длина тела 2,4 мм. Длина головы с рострумом 0,9 м (головная капсула 0,4 мм). Длина переднего крыла 2,6 мм, ширина 0,7 мм (заднего крыла — 2,3 мм и 0,71 мм, соответственно). Сложные глаза хорошо развиты (ширина 0,28 мм), разделённые. Нижнечелюстные щупики 4-члениковые, нижнегубные щупики состоят из 3 сегментов. Лапки 4-члениковые, относительно длинные. Длина переднего бедра 0,5 мм, передней голени 0,7 мм. Вид был впервые описан в 2016 году группой энтомологов из нескольких стран. Видовое название P. burmitica дано по имени места нахождения (Бирма), а родовое название Psocorrhyncha образовано от имён двух сходных групп: Psocodea и Hemiptera (старое название Rhynchota).
Исследование содержимого кишечника Psocorrhyncha burmitica с помощью 3D рентгеновской микрокомпьютерной томографии выявило пыльцу покрытосеменных растений, что подтверждает предположение о роли Permopsocida как эволюционно наиболее ранних поедателях пыльцы с относительно неспециализированными ротовыми органами.